# Lidečko
Lidečko (deutsch Lideczko, 1939–1945 Klein Litsch) ist eine Gemeinde in Tschechien. Sie liegt acht Kilometer nordöstlich von Valašské Klobouky und gehört zum Okres Vsetín.

## Geographie
Lidečko befindet sich am Übergang zwischen den Javorníky, der Vizovická vrchovina und den Weißen Karpaten am südlichen Rande des Naturparks CHKO Beskydy. Das Dorf erstreckt sich entlang des Flüsschens Senice. Nördlich erheben sich der Kopce bzw. Vrchkopec (699 m), Ostrá hora (622 m) und Stráž (619 m), im Nordosten der Hradisko (773 m) und die Obecnice (758 m), östlich der Mikuličův vrch (664 m) und Čubův kopec (720 m), im Südosten der Tisůvek (640 m), Čubek (678 m), Díl (685 m) und Stráň (607 m), westlich die Vrátnice (680 m) sowie im Nordwesten die Krajčice (729 m). Nördlich des Dorfes befindet sich der Lomensko-Pass zwischen den Javorníky und der Vizovická vrchovina. Lidečko liegt an der Staatsstraße I/57 zwischen Vsetín und Valašské Klobouky, die im Abschnitt bis Horní Lideč künftig zur Schnellstraße R 49 ausgebaut werden soll. Durch den Ort führt die Bahnstrecke Bylnice–Vsetín, an der sich im Unterdorf die Bahnstation Lidečko ves befindet. Der Bahnhof Lidečko liegt drei Kilometer nördlich des Dorfes.
Nachbarorte sind Nivy, U Kučků, U Sekule und Popelišovy Paseky im Norden, Stráž, Pulčín und Spina im Nordosten, Francova Lhota im Osten, Střelná im Südosten, Horní Lideč im Süden, Sucháčkovy Paseky und Lačnov im Südwesten, Palésky, Račné und Vařákovy Paseky im Westen sowie Trubiska, Dvořiska, Vráblovy Paseky, Mužíkov, Žídkovy Paseky und Lužná im Nordwesten.

## Geschichte
In der Gründungsurkunde des Klosters Smilheim wurden am 20. August 1261 durch den Kastellan von Brumov, Smil von Zbraslav und Střílky Ober und Nieder Ludsch als Grenze des klösterlichen Besitzes aufgeführt. Es ist nicht sicher, ob zu dieser Zeit neben Horní Lideč auch bereits Lidečko bestand und mit Nieder Ludsch Lidečko gemeint ist. Die erste Pfarrkirche in Lidečko wurde wahrscheinlich zwischen 1330 und 1340 errichtet. Nördlich des heutigen Dorfes befand sich im Durchbruchstal der Senice am heutigen Bahnhof die Ansiedlung Lomná, die während des böhmisch-ungarischen Krieges 1420 erlosch. Die erste sichere schriftliche Erwähnung des Dorfes erfolgte 1424, als König Sigismund einen Teil der Herrschaft Brumov mit den Gütern Lidečko, Bylnice, Štítná, Lačnov, Horní Lideč, Poteč, Študlov und Nedašov an Miroslav von Cimburg verpfändete. Aus dem Jahre 1490 stammen erste schriftliche Hinweise auf die Existenz einer Pfarrkirche und 1511 erfolgte die Weihe einer neuen Kirche. 1509 wurde das Dorf als Lidcze, 1518 als Lidče Kostelní, 1575 als Dolnij Lidczy und 1633 als Licz bezeichnet. Beim Türkeneinfall von 1663 wurden 234 Einwohner ermordet oder verschleppt. Im Hufenregister von 1670 sind für Dolni Lydcze 52 Anwesen ausgewiesen, von denen 17 wüst lagen. Im Jahre 1683 plünderten die Türken erneut das Dorf. Beim Einfall der Kuruzen starben 1707 zwölf Einwohner von Lidečko. 1720 wurde der Ort Unter Litz genannt. Nach der Teilung der Herrschaft fiel das Dorf 1731 der den Grafen Illyesházy gehörigen Ersten Herrschaft Brumow zu. Das älteste Ortssiegel stammt von 1749, es trägt die Inschrift OBETZ DEDINA LIDECKO. Im Jahre 1790 bestand Lidecko aus 123 Häusern und hatte 958 Einwohner. 1834 lebten in den 141 Häusern des Dorfes 982 Personen. Die Grafen Illyesházy hielten die Herrschaft Brumov I bis 1835, danach kaufte Georg Simon von Sina den Besitz. Aus dem Jahre 1846 ist der Ortsname Dolny Lič überliefert. Das Dorf war bis zur Mitte des 19. Jahrhunderts immer nach Brumov I untertänig.
Nach der Aufhebung der Patrimonialherrschaften bildete Dolny Lič/Unter Litsch ab 1850 eine Gemeinde in der Bezirkshauptmannschaft Uherský Brod und dem Gerichtsbezirk Valašské Klobouky. Seit 1872 wurde die Gemeinde als Lidečko/Lideczko bezeichnet. Lidečko hatte im Jahre 1900 1159 Einwohner. In den Jahren 1923 bis 1928 entstand die Eisenbahnverbindung Vsetín – Bylnice. Seit 1949 war Lidečko dem Okres Valašské Klobouky zugeordnet. Ende 1960 kam die Gemeinde nach der Aufhebung des Okres Valašské Klobouky zum Okres Vsetín. 1970 erreichte Lidečko mit 1914 Einwohnern seine höchste Bevölkerungszahl. Seit 1999 führt die Gemeinde ein Wappen und Banner. Lidečko wurde 2008 Sieger im landesweiten Wettbewerb Dorf des Jahres. Im Jahre 2010 wurde die Gemeinde im Wettbewerb um den Europäischen Dorferneuerungspreis für besondere Leistungen in mehreren Bereichen der Dorfentwicklung ausgezeichnet.

## Ortsgliederung
Für die Gemeinde Lidečko sind keine Ortsteile ausgewiesen. Zu Lidečko gehören die Ansiedlungen Popelišovy Paseky (Paseky) und Račné.

## Sehenswürdigkeiten

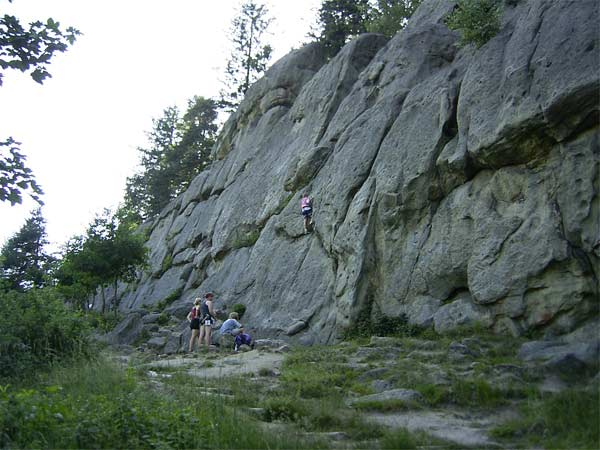
Čertovy skály

- barocke Pfarrkirche der hl. Katharina von Siena, errichtet im Jahre 1700 anstelle eines beim Einfall der Türken zerstörten Vorgängerbaus aus dem Jahre 1511. Die Glocken stammen von 1664 bzw. 1665 und sind als Kulturdenkmal geschützt.
- barocke Statue des hl. Johannes von Nepomuk, auf dem ehemaligen Friedhof an der Kirche, geschaffen 1753 auf Veranlassung von Josef Graf Illesházy
- Barocke Steinkreuz an der Kirche, 1756 errichtet auf Veranlassung von Josef Graf Illesházy
- Pfarrhaus
- Kapelle der hl. Agnes von Böhmen in Račné, erbaut 1949
- Naturdenkmal Čertovy skály, Felswand am Osthang des Kopce in der Vizovická vrchovina, nördlich des Dorfes
- Naturdenkmal Kopce, nördlich des Ortes auf dem Gipfel des gleichnamigen Berges in der Vizovická vrchovina
- Betsäule
- die ehemalige Vogtei (Haus Nr. 125) befindet sich heute im walachischen Freilichtmuseum Rožnov pod Radhoštěm. Das gezimmerte Haus im walachischen Stil wurde abgetragen und am 12. März 1968 im Museum wiederaufgebaut.